# MAR Proteus
Pour les articles homonymes, voir MAR et Proteus.
 (octobre 2015).
 (octobre 2019).
Le MAR Proteus est un bateau expérimental développé par Marine Advanced Research. Le concepteur Ugo Conti (un ingénieur italien et océanographe) définit le navire comme étant le premier type de navire capable de s’adapter aux modulations des vagues. Basé sur une construction en quatre bras, le bateau est surnommé « bateau-araignée ».

## Construction
Ugo Conti accompagné de son épouse Isabella, ils sont les cofondateurs de Marine Advanced Research, une société basée à Silicon Valley ayant débloqué 1,5 million $ pour la création du projet. La mise à l’eau de Proteus s’est déroulée à New York. Le bateau entamera un tour au départ de San Francisco en janvier[Quand ?] et se terminera à Washington.
Le Proteus possède un design similaire aux catamarans, constitués de deux flotteurs et sans quille. La superstructure n’est pas rigidement fixée aux flotteurs. Le bateau est maintenu par des suspensions en titane absorbant les chocs des vagues.
Le bateau ne casse pas les vagues mais il suit la modulation de celles-ci. En théorie, cette méthode de navigation permet au navire de croiser plus rapidement à travers les vagues en consommant moins de carburant, bien que les essais en mer doivent encore être certifiés. Cette technique de navigation permet aussi de réduire les moments de flambage de la structure.

### Dimensions
D'une longueur de 30 m et d’une largeur de 15 m, Proteus possède un coefficient de stabilité initiale égale à 2:1. Ayant un tirant d’eau plus sensible aux variations de chargement qu’un navire traditionnel, à moitié chargé le tirant d’eau à l’étrave est de 200 mm tandis qu’au niveau de la poupe il correspond à 410 mm. Grâce à l’utilisation de flotteurs et d’un faible tirant d’eau le navire peut sans aucun dommage s’échouer sur la plage.
La cabine composée d’une passerelle et de cales, elle permet d’accueillir quatre personnes. La cabine est suspendue en dessous de la structure à quatre bras. La cabine peut être motorisée et immergée sous 6,1 m d’eau. La structure laissée au mouillage, c’est via la cabine motorisée que les membres d’équipage peuvent se rendre au port.

### Autonomie et propulsion
La structure du Proteus est une combinaison de titane, d’aluminium et de matériaux synthétiques renforcés. Complètement chargé le navire affiche un déplacement de 12 tonnes. Au niveau de la propulsion Proteus est équipé de deux moteurs diesel Cummins Marine Quantum Series QSB5.9 de 355 chevaux chacun. Les réservoirs à combustible permettent de stocker 9 100 litres. Il est capable de parcourir plus de 5 000 milles nautiques (8 000 km). Le Proteus possède une vitesse maximale de 30 nœuds.